# Бостон (Ноокенский район)
Бостон (кирг. Бостон) — село в Ноокенском районе Джалал-Абадской области Кыргызстана. Входит в состав Момбековского айылного аймака.

## География
Село расположено в южной части области, вблизи государственной границы с Узбекистаном, на расстоянии приблизительно 13 километров (по прямой) к западо-юго-западу от села Масы, административного центра района. Абсолютная высота — 604 метра над уровнем моря.

## Население
Согласно оценочным данным Национального статистического комитета Кыргызской Республики, численность населения села на начало 2023 года составляла 2259 человек.
| год     | 2009 | 2014 | 2015 | 2020 | 2021 | 2023 |
| ------- | ---- | ---- | ---- | ---- | ---- | ---- |
| человек | 1616 | 1639 | 1709 | 2075 | 2211 | 2259 |